# 住吉神社 (明石市)
住吉神社（すみよしじんじゃ）は、兵庫県明石市魚住町中尾にある神社。旧社格は県社。明石市市内には数社の住吉神社があり、その代表とされる。

## 祭神
底筒男命・中筒男命・表筒男命と気長足姫命を祀る。

## 歴史
伝承によれば、神功皇后の三韓征伐の際、播磨灘で暴風雨が起こったため、魚住に避難し住吉大神に祈願をすると暴風雨がおさまったという。凱旋後、神功皇后により住吉大神は摂津国住吉に祀られた。大阪の住吉大社に伝わる『住吉大社神代記』によれば、住吉大神より「播磨国に渡り住みたい。藤の枝の流れ着く所に祀れ」との託宣があり、藤の枝を海に浮かべると、魚住に流れ着いた。そこで、雄略天皇8年に当地に住吉大神を勧請したのが当社の創建と伝える。正応5年（1292年）に現在地に遷座した。海上守護、産業、和歌文学の祖神と仰がれ、交通安全、商工業、学業の守護神となっている。また、謡曲「高砂」に住吉、高砂の松の相生にしたとして住吉明神の神徳を称えており、夫婦円満の神でもある。
初めて住吉大神が祀られた地ということで、「住吉神社の発祥の地」と称されている。これは、上記のとおり神功天皇が播磨灘で暴風雨にあった際、当地に滞在し、住吉大神に平穏を祈願したところ風雨はたちどころに納まり、つつがなきを得たと伝承されることにちなんでいる。その際に皇后の衣を松の枝に掛け干していたところ風になびき錦のように美しく見えたことから「錦ヶ浦」と呼ばれるようになった。神功天皇が摂津の国の国住吉に鎮祭した住吉大明神が「吾が居住（す）はむと欲（ほ）りする処は、播磨の国に渡り住わむ」とお告げを出した。そのため、大藤を切り、海に浮かべ神意を伺うと「この藤の枝の流れ着く所に我を鎮祀れ」とのご託宣した。藤は当地の魚次浜んじ流れ着いた（『住吉神社神代記』）。これにより雄略天皇8年4月初卯日にこの地に勧請し祀ったのがこの住吉神社である。以降、魚住庄の総鎮守社として崇敬される古社となった。
なお、境内の能舞台は、明石市内に残る唯一の能舞台で、山門、楼門、能舞台、拝殿、本殿が一直線に並ぶ東播磨地方の典型的様式を備えており、初代明石城主小笠原忠政（後の忠真）が寛永年間に建立したことが棟札から判明している。能が地方まで伝播した江戸時代初期の生活文化と歴史的変遷を知る上で貴重な資料となっている。
なお、周辺の漁船の多くが当神社にちなんで「住吉丸」の船名を付けている。

## 境内

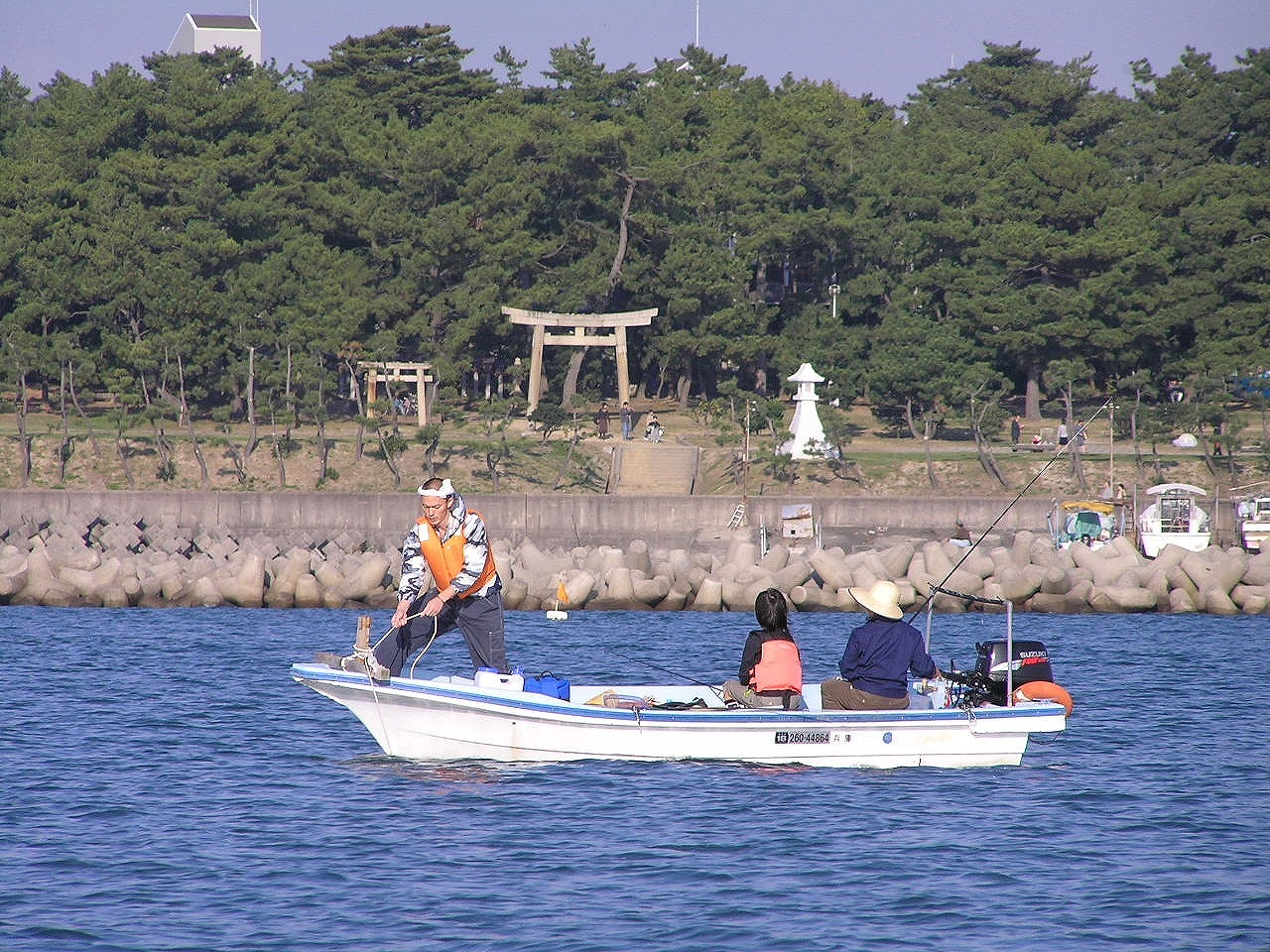
海から見る住吉神社
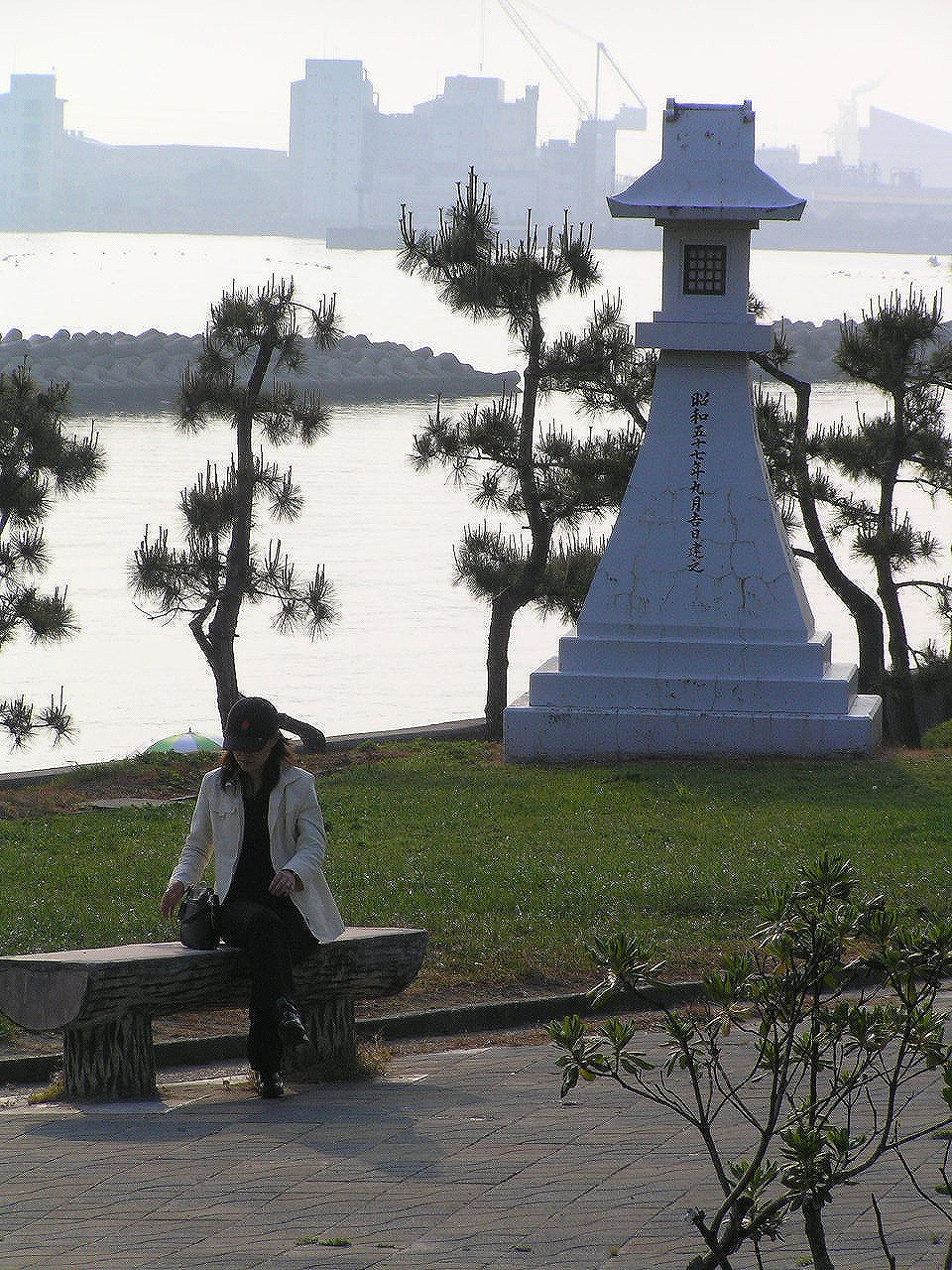
神社の境内から船の安全を見守るために設置された灯台を兼ねる石灯篭
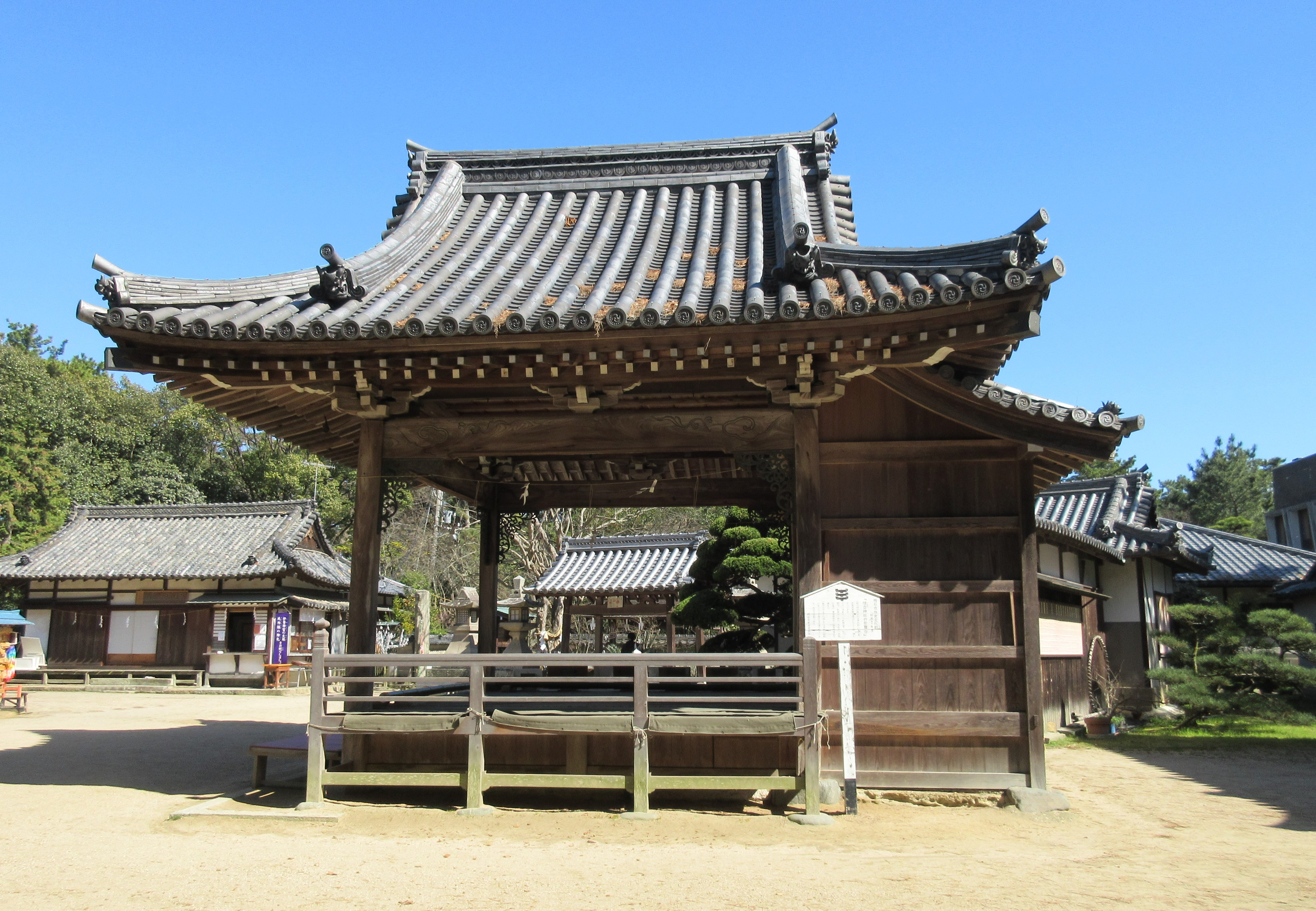
能舞台
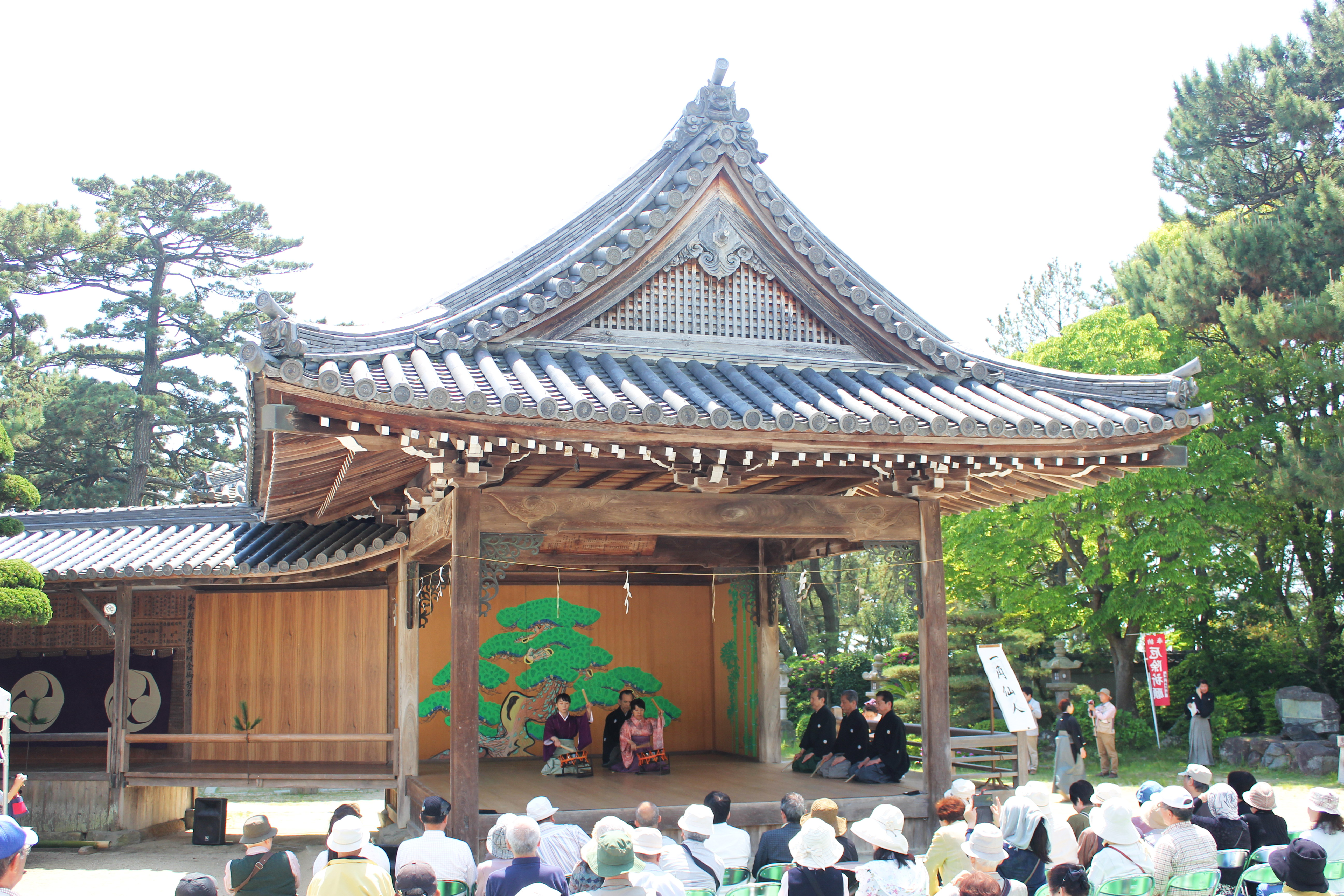
春祭り(奉納能楽会)

## 祭事
- 歳旦祭（1月1日）
- 初午祭（2月初午の日）
- 厄除祭（2月節分の日）
- 春祭り（5月1日）
- 卯の花神事（5月5日）
- 夏祭り（7月30日）
- 秋祭り（10月最終日曜日）
- 七五三詣（11月中）
- 除夜祭（12月31日）

## 文化財

### 兵庫県指定文化財
- 有形文化財
  - 住吉神社石造燈籠（建造物） - 南北朝時代、文和4年（1355年）の刻銘を有する。1963年（昭和38年）4月19日指定[1]。
  - 神馬図絵馬（絵画） - 江戸時代、天明4年（1784年）の作。2010年（平成22年）3月19日指定[1]。

### 明石市指定文化財
- 有形文化財
  - 住吉神社楼門（建造物） - 1978年（昭53年）3月11日指定[2]。
  - 絵馬「加茂競馬の図」（絵画）- 1972年（昭47年）2月25日指定[2]。
  - 大和型船模型（歴史資料）- 1980年（昭55年）3月21日指定[2]。
- 有形民俗文化財
  - 住吉神社の能舞台 - 1976年（昭51年）2月5日指定[2]。

## 所在地
兵庫県明石市魚住町中尾1031

## 交通アクセス
- 山陽電車山陽魚住駅から南へ徒歩約5分
- JR西日本山陽本線魚住駅から南へ徒歩約20分

## 周辺
- 山陽電車山陽魚住駅
- 魚住漁港
- 明石市立錦浦小学校
- 国道250号（明姫幹線）
- 兵庫県道718号明石高砂線